# Hans-Jürgen Westphal

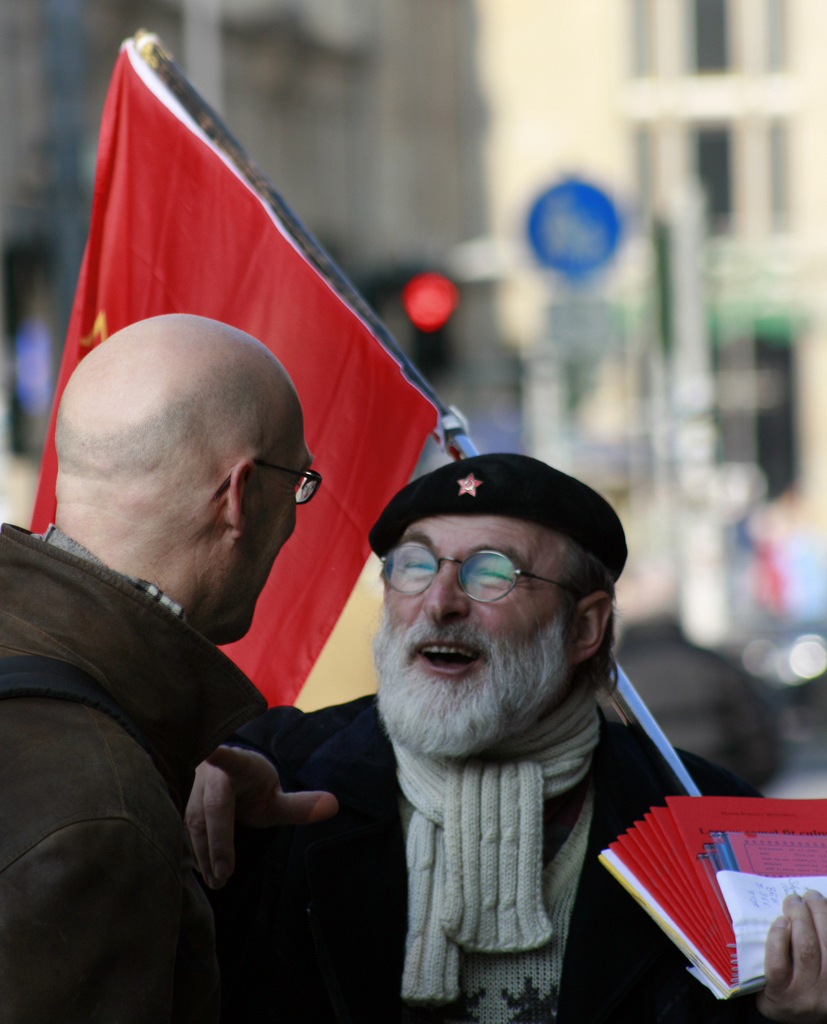
Hans-Jürgen Westphal (2008)

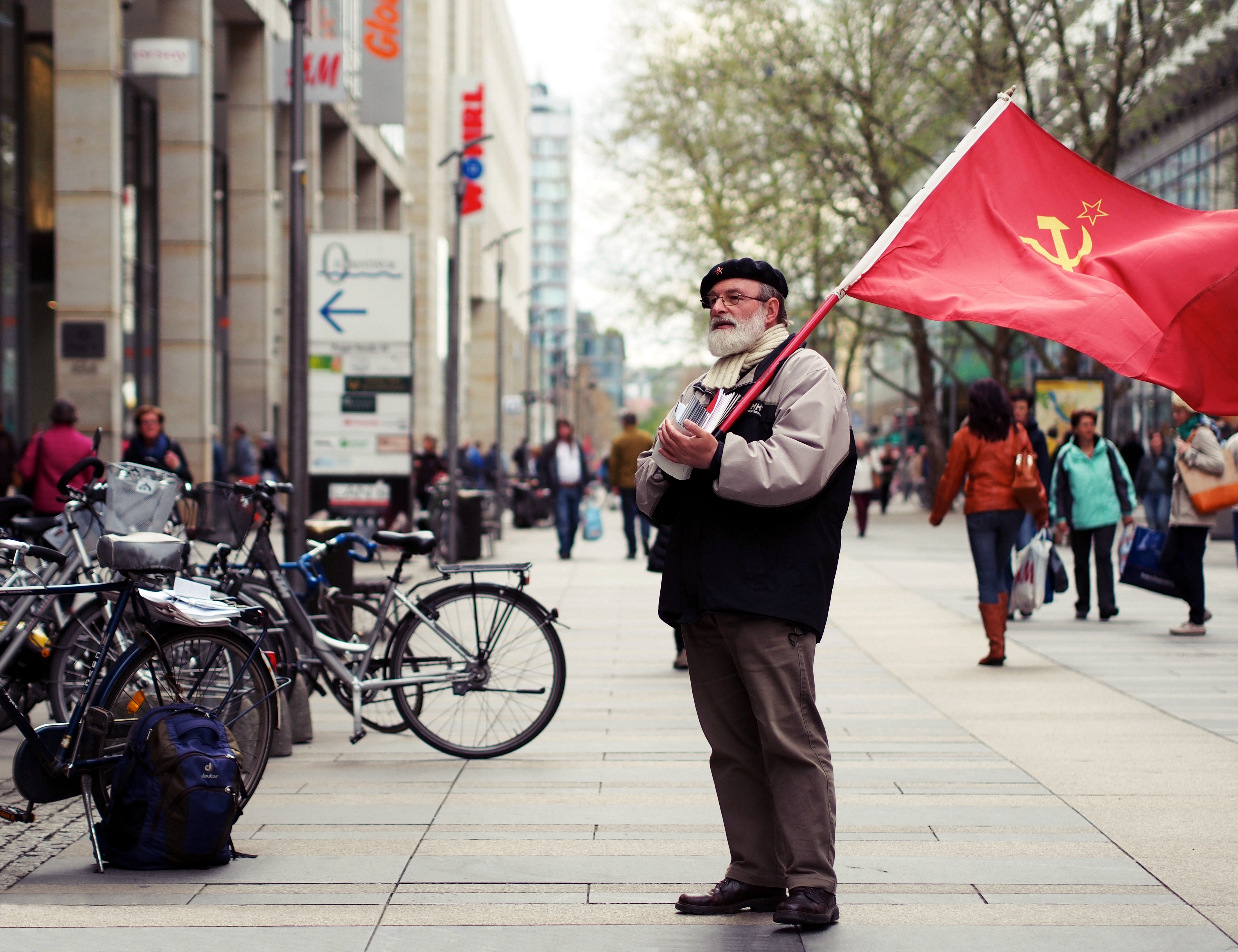
Hans-Jürgen Westphal (2014)

Hans-Jürgen Westphal (* 26. November 1951 in Anklam) ist ein deutscher Politaktivist. Durch seine jahrzehntelange öffentliche Präsenz in der Dresdner Innenstadt, wo er nahezu täglich mit einer Flagge der Sowjetunion für den Kommunismus wirbt, wurde er als „Mann mit der Roten Fahne“ und „Kommunist von der Prager Straße“ bekannt.

## Leben

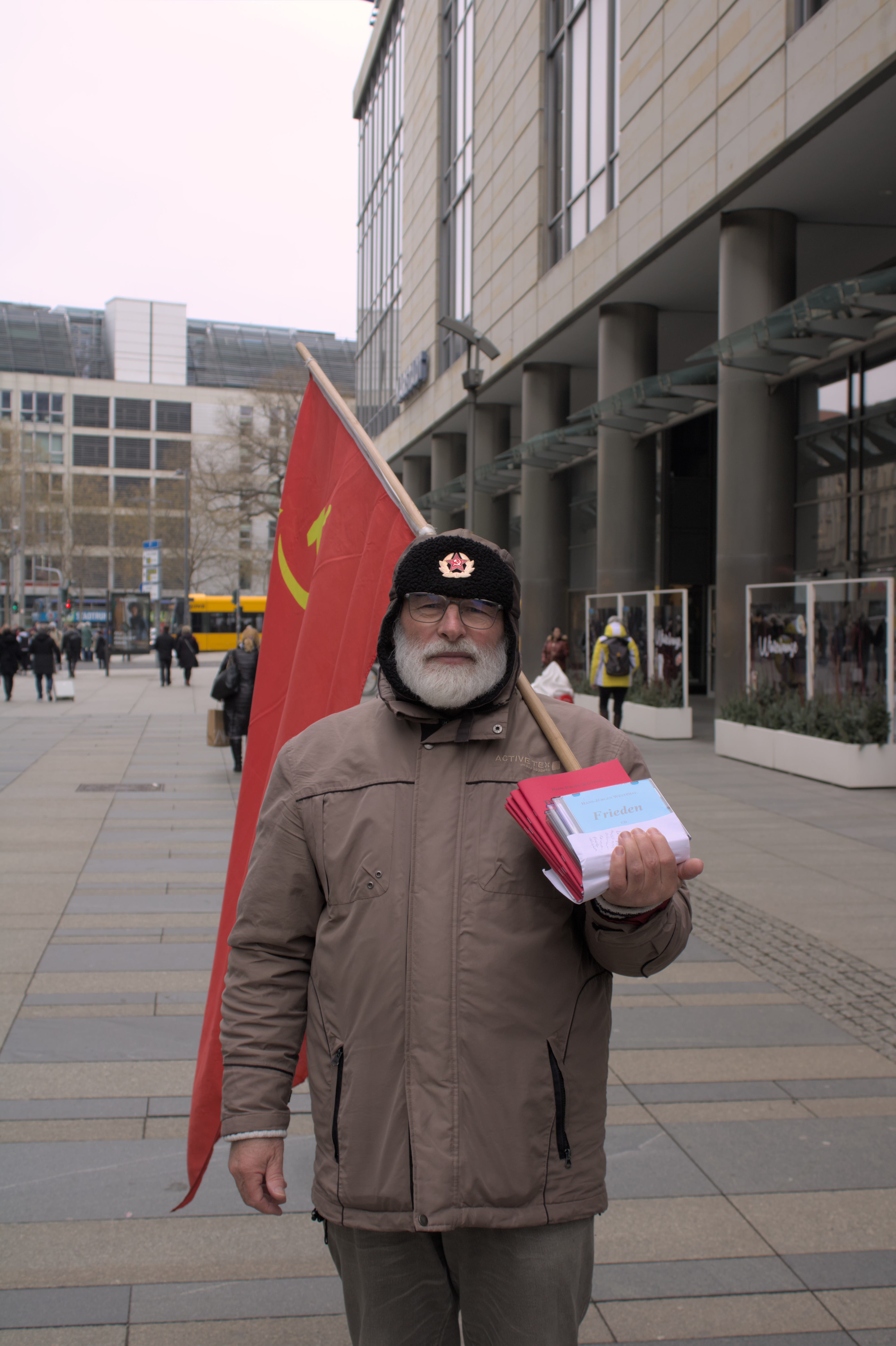
Hans-Jürgen Westphal (2023)

Der 1951 in Anklam geborene Westphal besuchte die Schule bis zur 10. Klasse und absolvierte dann eine zweijährige Ausbildung zum Elektriker. Danach wurde er zur NVA eingezogen, wo er drei Jahre Wehrdienst in einer Flugabwehrraketen-Kompanie leistete. Im Anschluss absolvierte er am Institut zur Ausbildung von Ingenieurpädagogen Gotha (IIP Gotha) ein dreijähriges Studium zum Ingenieur-Pädagogen. Nach Tätigkeiten als Ingenieurpädagoge im VEB „Otto Buchwitz“ Starkstrom-Anlagenbau Dresden, als Sachgebietsleiter der Allgemeinen Verwaltung der Kreissparkasse Meißen und Leitender Museumsassistent am Museum für Geschichte der Stadt Dresden (heutiges Stadtmuseum Dresden) arbeitete Westphal sieben Jahre im VEB Kombinat Obst, Gemüse und Speisekartoffeln (OGS) Dresden als Energetiker, wobei er seit 1987 als Leiter der Abteilung Energie und Wasserwirtschaft des Kombinates tätig war. Danach arbeitete er im VEB Kupplungswerk Dresden, der Dresdner Brotfabrik und zuletzt als Buchhändler. Von 1984 bis 1989 absolvierte er ein Fernstudium zum Ingenieur-Ökonom in Dippoldiswalde. Seit März 1992 ist er erwerbslos und konzentriert sich seither auf seine künstlerische und journalistische Tätigkeit.
Seit dem 3. Oktober 1990, dem Tag der Deutschen Wiedervereinigung, steht Westphal nahezu täglich zwischen 11.00 und 14.00 Uhr mit einer Flagge der Sowjetunion auf der Prager Straße vor dem Karstadt-Warenhaus und wirbt dort für den Kommunismus. Durch diese jahrzehntelange öffentliche Präsenz wurde er als „Mann mit der Roten Fahne“ und „Kommunist von der Prager Straße“ bekannt.
Er schreibt kommunistische Aufsätze sowie Gedichte und produziert Broschüren, Kalender mit Bleistift- und Tuschezeichnungen, Hörspiele und Videos. Seine Zeichnungen wurden im Rahmen dreier Ausstellungen in Dresden der Öffentlichkeit präsentiert. Westphal lieferte auch die Zeichnungen zum Kinderbuch „Die Taube vom Markusplatz“.
Mit zwei anderen Musikern gründete er die kommunistische Rockband Veritas, in der Westphal als Sänger, Bassist, Gitarrist und mit der Querflöte aktiv ist. Musik und Texte der bislang auf 20 CDs veröffentlichten Lieder stammen überwiegend von Westphal.
Am 20. Juli 2010 wurde Westphal auf offener Straße angegriffen und erhielt eine Morddrohung. Das Handgemenge wurde von zwei Security-Mitarbeitern beendet.
Auf Westphals Initiative hin wurde im November 2013 in der Nähe seines üblichen Standorts auf der Prager Straße der Fetscherstein gesetzt, ein in eine Gehwegplatte eingemeißeltes „F.“ in den Abmessungen des in Dresden bekannten Napoleonsteins. Er erinnert an die Ermordung des Arztes Rainer Fetscher am 8. Mai 1945.
In der Septemberausgabe der Zeitschrift Aufgewacht der rechtsextremen Freien Sachsen erschien ein Interview mit Westphal. Darin erklärte er seine Unterstützung für die von den Freien Sachsen veranstalteten sog. Bürgerproteste für Frieden und ergänzte auf Nachfrage, dass die Gesinnung der Mitdemonstrierenden ihm dabei egal sei.
Westphal ist seit 1975 verheiratet; aus der Ehe gingen zwei Kinder hervor.

## Parteimitgliedschaft
Seit 1978 war Westphal Mitglied der SED. Im Januar 1994 trat er aus der SED-Nachfolgepartei PDS aus, da sie ihm nicht mehr kommunistisch genug war. Von Januar 1994 bis zu seinem Parteiausschluss im September 1999 war Westphal Mitglied der KPD.
Am 5. Februar 2014 trat Westphal der Deutschen Kommunistischen Partei (DKP) bei. 2018 trat er wieder der 1990 gegründeten KPD bei, auf deren Landesliste er 2019 bei der sächsischen Landtagswahl kandidierte.

## Publikationen
- Zeus und die Widersacher. GNN-Verlag, 1993, ISBN 3-929994-08-9
- In den Residenzen. GNN-Verlag, 1993, ISBN 3-929994-09-7
- Es begann mit DT64. GNN-Verlag, ISBN 3-929994-20-8
- Schwebezustand. GNN-Verlag, 1994, ISBN 3-929994-21-6
- ...Chaoten bundesweit. GNN-Verlag, 1994 ISBN 3-929994-24-0
- Wider den Sisyphoskomplex. GNN-Verlag, 1994, ISBN 3-929994-25-9
- Wie lange noch ...? GNN-Verlag, 1995, ISBN 3-929994-28-3
- Restauration. GNN-Verlag, 1995, ISBN 3-929994-51-8
- In der Mühle oder ein Briefwechsel zwischen zwei realexistierenden Jugendlichen unserer Zeit unter Verwendung realexistierender Dokumente und Materialien. GNN-Verlag, 1996, ISBN 3-929994-62-3
- Nil deterius familiari inimico. GNN-Verlag, 1996, ISBN 3-929994-77-1
- Neues von Zeus. Dingsda-Verlag, ISBN 3-928498-28-2
- Geschichten aus dem alten China. Dingsda-Verlag, ISBN 3-928498-35-5
- Zeitgenossen. KPD-Verlag
- Am Vorabend. KPD-Verlag
- Ex fructu cognoscitur arbor. KPD-Verlag
- Reise nach Viernau. KPD-Verlag
- Zum 50. Jahrestag. KPD-Verlag
- Diktatur des Proletariats, jetzt!, 2005
- Steh auf!, 2006